# 盖尔贝反应
盖尔贝反应（Guerbet reaction），以化学家马塞尔·盖尔贝（1861－1938）的名字命名。
催化剂存在和加热条件下，两分子脂肪族伯醇进行反应，失去一分子水，转变为其β-烷化的二聚醇。
1899年，盖尔贝用正丁醇作原料，经过转化，得到了2-乙基-1-己醇，发现了此反应。这个反应的产物也因此称为盖尔贝醇。
用长链脂肪醇进行盖尔贝反应，生成的产物可以用作表面活性剂。
反应一般在高温（220℃）加压下进行，需要有碱金属氢氧化物或醇盐以及氢化反应催化剂（如雷尼镍）存在。

## 反应机理
反应分四步进行。醇首先被氧化为相应的醛，然后两分子醛发生羟醛加成、失水，生成不饱和醛，最后不饱和醛被氢化，产生二聚醇。
副反应有坎尼扎罗反应（两分子醛歧化为醇和羧酸）和季先科反应。

## 拓展
如下铱脱氢催化剂（Cp*=五甲基环戊二烯配体）和叔丁醇钾存在下，以对异丙基甲苯为溶剂，少量的1,7-辛二烯为质子受体，正戊醇在相对较低的温度下即可发生盖尔贝反应。